# Kantfjärden
Kantfjärden är en fjärd i Finland. Den ligger i landskapet Österbotten, i den västra delen av landet, 400 km nordväst om huvudstaden Helsingfors.
Kantfjärden ligger mellan Byön och fastlandet och utgör en del av Skärifjärden.